# Handschrift des Todes
Handschrift des Todes ist ein Thriller von Nigel Dick, produziert 1994.

## Handlung
Richard Welton gilt als charmant. Er foltert und tötet junge Frauen.
Der Polizeidetektiv Matt Dickson soll zwei Mordfälle, die in einem Motel passierten, untersuchen. Die Reporterin Catherine Briggs, eine Schwester eines der Opfer, hilft ihm dabei. Sie hofft, dass sie den Tod ihrer Schwester rächen kann.
Dickson und Briggs finden heraus, dass der Killer sich in die Gästebücher der Motels mit den Namen bekannter Boxsportler einträgt. Er stiehlt außerdem teure Autos und ruft Telefonsexnummern an.
Welton wird als Mörder identifiziert und getötet.

## Kritiken
David Nusair fragte rhetorisch in „Reel Film Reviews“, warum Michael Madsen Filme „wie diesen“ mache. Der Film unterscheide sich stark im negativen Sinne von Reservoir Dogs. Der Kritiker lobte Parker Posey in einer Nebenrolle.

## Dies und Das
Der Thriller wurde in Los Angeles gedreht.